# 베르나데트 라퐁
베르나데트 라퐁(Bernadette Lafont, 1938년 10월 28일 ~ 2013년 7월 25일 )은 프랑스의 배우이다.

## 출연 작품
- 개구쟁이들
- 미남 세르쥬
- 아웃 원
- 엄마와 창녀
- 개같은 세상 (영화)
- 마스크 (1987년 영화)
- 결혼하고도 싱글로 남는 법
- 브로큰 잉글리쉬 (영화)
- 하루, 48시간
- 폴레트의 수상한 베이커리
- 마담 프루스트의 비밀정원